# Miranda (Cauca)
Miranda es un municipio colombiano, ubicado al noroeste del departamento del Cauca.  Dista 122 km de Popayán, 41 km de Cali y 38 km de Palmira.

## Toponimia
Lleva este nombre como un tributo al militar y político venezolano Francisco Miranda, creador de la bandera nacional. Además, propuso una gran nación que comenzaba desde lo que hoy es México hasta el Cabo de Hornos con el nombre de "Colombeia".

## Símbolos

#### Bandera
La bandera municipal, es de autoría de María Guadalupe Álzate, la cual consta de dos colores separados en diagonales: 
- El amarillo, que simboliza la riqueza minera y cultural,
- El verde la variedad de productos agrícolas.

#### Escudo
El escudo municipal, de autoría de María Guadalupe Álzate, consta: 
- El lema superior en fondo gules, se inscribe en oro la fecha de fundación municipal
- El blason en su jefe, el cielo en azur y nubes en plata con la representación de la Cordillera Central en sinople. En los tercios izquierdo y derecho, el vertimiento de sus dos ríos principales en azur mientras en la perla inversa de sinople cinco casas, dos samanes, tres palmeras, dos toldas y tres bultos a sus lados.
- El lema inferior en fondo gules resalta la inscripción del nombre del municipio en oro.
- Los soportes, resaltan una rama de cafeto y una caña de azúcar.

#### Himno
El himno de Miranda fue escrito por Martha Salazar Giraldo.
I
Nuestras voces hoy vibran y cantan
a Miranda que es cuna de amor;
estos himnos que afloran del alma
como orgullo, plegaria y canción.
¡Salve Patria!, terruño adorado
gran remanso de luz y verdor
de tus mieles el pecho embriagado
lanza un viva al Divino hacedor.

II
Bajo el mágico azul de los Andes
tus tesoros son cual manantial
que por tantos caminos repartes
como rayos del Sol tropical.
Tierra madre: son ricos tus campos
blanco mármol, la caña, la vid,
y dos ríos cual lazo plateado
se dan cita tu frente a ceñir.

III
Cada día es más bella tu historia
de trabajo de esfuerzo y valor
en tus hijos has dado Colombia
un acervo de gloria y honor.
El Progreso, la Fe y la Cultura
prometemos tener por blasón
y que nada mancille la albura
de esta cuna preñada de amor.

## Historia
Su fundación se data del 7 de mayo de 1899 cuando se fundó El Espejuelo, jurisdicción del distrito municipal de Santa Ana, provincia de Santander, Departamento  del Cauca y cuatro años después se convierte en cabecera del municipio con el nombre de Miranda en homenaje a Francisco de Miranda el cual fue otorgado por Julio Fernández Medina que cedió los terrenos de la cual a la fecha de hoy hace parte de la cabecera municipal. 
Como acontecimiento nacional, durante esta época Colombia atravesó una crisis económica y política, y se desencadenó la Guerra de los Mil Días que impactó en el surgimiento de luchas revolucionarias en los pueblos de Santa Ana, Caloto, Santander de Quilichao y las Haciendas de El Espejuelo, Las Cañas, San Fernando, Perodias, García, Guayabital, Pílamo, Quintero y La Bolsa; estos acontecimientos fueron denominados como revolución de la Manigua.

## División político-administrativa
Además de su Cabecera municipal. Miranda tiene bajo su jurisdicción los siguientes centros poblados:Guatemala, La Lindosa, Ortigal, San Andrés, Santa Ana, Tierradura y Tulipán

## Geografía
- Extensión total: 19 959 ha
- Extensión área urbana: 3717 ha
- Extensión área rural: 195 877 ha
- Altitud de la cabecera municipal: 1 120 m s. n. m.
- Temperatura media: 24 °C

### Límites
Los límites específicos para el municipio de Miranda tomados como referencia para este estudio, están dados conforme a la Ordenanza Número 67 de 11 de mayo de 1915 de la Asamblea Departamental del Cauca que se anotan al pie de la letra.
El municipio limita:
| Noroeste: Candelaria ( Valle del Cauca) (Río Desbaratado) | Norte: Florida ( Valle del Cauca) (Río Desbaratado) | Nordeste: Rioblanco ( Tolima)                                          |
| Oeste: Puerto Tejada                                      |                                                     | Este: Límites entre Rioblanco y Planadas ( Tolima)                     |
| Suroeste: Padilla (Río Güengüé)                           | Sur: Corinto (Río Güengüé)                          | Sureste: Planadas ( Tolima) (Parque Nacional Natural Nevado del Huila) |

## Economía
Tiene una economía campesina de autoconsumo y subsistencia; como uvas y tozo en la casas tradicionales, aunque aún hay zonas con cultivo de café. En la llanura predomina el monocultivo de la caña de azúcar (79.29% del terreno), y pequeños cultivos tradicionales y con bajo nivel tecnológico, como hortalizas, habichuela, tomates y maracuyá.

## Industrias
El municipio ha tenido en los últimos años un gran crecimiento de la industria, entre sus empresas más importantes se destaca: 
- INCAUCA S.A. o Ingenio del Cauca es un ingenio azucarero, uno de los más importantes de Colombia y de toda Latinoamérica.
- INORCA industria que se basa en la fabricación de sillas para auditorios, cine, colectividades y equipo automotor. (Entre sus principales clientes se encuentra, Renault, Suzuki, Hero, Cinemark, Royal Films y Procinal) *

## Servicios públicos
- Energía Eléctrica: Compañía Energética de Occidente, es la empresa prestadora del servicio de energía eléctrica.
- Gas Natural: Gases de Occidente, es la empresa distribuidora y comercializadora de gas natural en el municipio.

## Movilidad
Para viajar a Miranda al norte se puede ir desde la Carrera 8 de Cali pasando por los municipios aledaños de Candelaria y Florida en la ruta 3202A en sentido oriente sur y por Palmira, pasando por Pradera y Florida por la ruta nacional 31. Al sur, desde Popayán, por la ruta nacional 25 hasta Santander de Quilichao al norte y luego por la 31 en sentido norte-noreste por Caloto y Corinto.